# (1214) Richilde
(1214) Richilde es el asteroide número 1214, en el cinturón principal. Fue descubierto por el astrónomo Max Wolf desde el observatorio de Heidelberg, el 1 de enero de 1932. Su designación alternativa es 1931 TA. Se desconoce la razón del nombre.